# كايل فازيل
كايل فازيل (بالإنجليزية: Kyle Vassell)‏ هو لاعب كرة قدم بريطاني، ولد في 8 أغسطس 1992 في ميلتون كينز في المملكة المتحدة. لعب مع أكسفورد يونايتد وشروزبري تاون ونادي برينتفورد ونادي بيتربورو يونايتد ونادي تشيلمسفورد ونادي وكينغ.

## وصلات خارجية
- كايل فازيل على موقع الاتحاد الأوربي (الإنجليزية)
- كايل فازيل على موقع قاعدة بيانات كرة القدم.إي يو (الإنجليزية)
- كايل فازيل على موقع ناشيونال فوتبول تيمز (الإنجليزية)
- كايل فازيل على موقع Soccerbase.com (لاعب) (الإنجليزية)
- كايل فازيل على موقع Soccerway.com (الإنجليزية)